# Niederhosenbach
Niederhosenbach je německá obec ve spolkové zemi Porýní-Falc. Leží zhruba uprostřed této spolkové země a má přes 300 obyvatel.